# Azoacapa
Azoacapa är en ort i Mexiko.   Den ligger i kommunen Zitlala och delstaten Guerrero, i den södra delen av landet, 190 km söder om huvudstaden Mexico City. Azoacapa ligger 1 700 meter över havet och antalet invånare är 328.
Terrängen runt Azoacapa är kuperad åt sydväst, men åt nordost är den bergig. Runt Azoacapa är det ganska glesbefolkat, med 40 invånare per kvadratkilometer. Närmaste större samhälle är Chilapa de Alvarez, 14,1 km sydost om Azoacapa. I omgivningarna runt Azoacapa växer huvudsakligen savannskog.